# Birkî, Liuboml
Birkî (în ucraineană Бі́рки) este localitatea de reședință a comunei Birkî din raionul Liuboml, regiunea Volînia, Ucraina.

## Demografie
Componența lingvistică a localității Birkî
     Ucraineană (99,17%)
     Alte limbi (0,83%)
Conform recensământului din 2001, majoritatea populației localității Birkî era vorbitoare de ucraineană (99,17%), existând în minoritate și vorbitori de alte limbi.